# Дидрипш
Дидрипш или Дыдры́пш (абх. Дыдрыҧшь) — гора в Абхазии, в Гудаутском районе частично признанной Республики Абхазия, согласно административному делению Грузии — в Гудаутском муниципалитете Абхазской Автономной Республики, находится вблизи села Ачандара. Высота горы — 919 м над уровнем моря. Гора Дыдрыпш-ныха является самым значительным из семи святилищ Абхазии, почитаемых традиционной религией абхазов. Моления на горе Дыдрыпш-ныха проводятся представителями абхазского крестьянского рода Чичба.

## История
В 1992 году во время грузино-абхазской войны моление на горе Дыдрыпш-ныха проводил лично глава Абхазии Владислав Ардзинба, прося у святилища покровительства и защиты Абхазии.